# Ketazolam
Ketazolam (được bán dưới tên thương hiệu Anseren, Ansieten, Ansietil, Marcen, Sedatival, Sedotime, Solatran và Unakalm) là một loại thuốc là một dẫn xuất của benzodiazepine. Nó sở hữu các đặc tính giải lo âu, chống co giật, an thần và cơ xương.

## Sử dụng trị liệu
Nó được sử dụng để điều trị lo âu và có hiệu quả tương tự so với diazepam. Ketazolam cũng xuất hiện để giảm mức độ tác dụng phụ như an thần so với diazepam và tác dụng phụ khi chúng xảy ra có xu hướng nhẹ hơn. Ketazolam cũng là một loại thuốc chống co thắt hiệu quả và được sử dụng để điều trị co cứng.

## Tính khả dụng
Ketazolam không được chấp thuận để bán tại Úc, Vương quốc Anh hoặc Hoa Kỳ. Ở Nam Phi, GlaxoSmithKline tiếp thị ketazolam dưới tên thương hiệu Solatran. Tại Canada, ketazolam được liệt kê trong lịch IV của Đạo luật về Thuốc và Chất được Kiểm soát, cùng với các thuốc benzodiazepin khác.

## Chịu đựng và lệ thuộc cơ thể
Việc sử dụng ketazolam mãn tính như với các loại thuốc benzodiazepin khác có thể dẫn đến sự lệ thuộc về thể chất và sự xuất hiện của hội chứng cai thuốc benzodiazepine khi ngừng sử dụng hoặc giảm liều. Sự dung nạp với tác dụng điều trị của ketazolam xảy ra trong khoảng thời gian 15 ngày.

## Chống chỉ định và đặc biệt thận trọng
Benzodiazepines đòi hỏi biện pháp phòng ngừa đặc biệt nếu được sử dụng ở người già, trong khi mang thai, ở trẻ em, rượu, cá nhân ma túy phụ thuộc và các cá nhân có kèm theo rối loạn tâm thần.

## Dược động học
Ketazolam phân hủy trong máu thành diazepam bị phân hủy thành demoxepam bị phân hủy thành desmethyldiazepam.

## Cảnh báo
Cục Quản lý Thực phẩm và Dược phẩm Hoa Kỳ cảnh báo rằng tại Tây Ban Nha, ketazolam được bán trên thị trường vì Marcen đôi khi có thể bị nhầm lẫn với Narcan.

## Tình trạng pháp lý
Ketazolam là một loại thuốc trong danh sách 3 thuộc Betäubungsmittelgesetz, giống như hầu hết các loại thuốc benzodiazepin ở Đức. Ketazolam là thuốc thuộc Danh mục II của Luật Thuốc phiện ở Hà Lan. Ketazolam là thuốc theo lịch IV theo Đạo luật về các chất bị kiểm soát ở Mỹ.